# 시베리아현

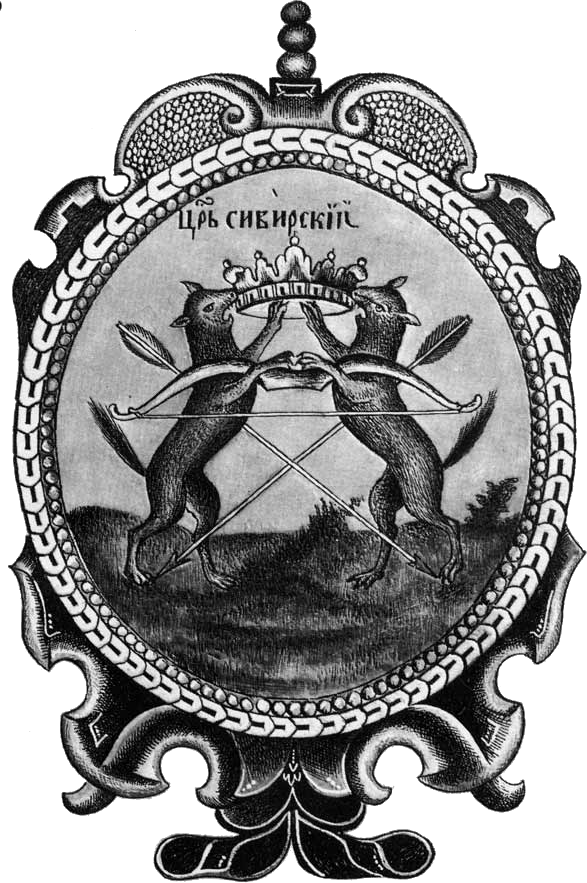
시베리아현의 국장

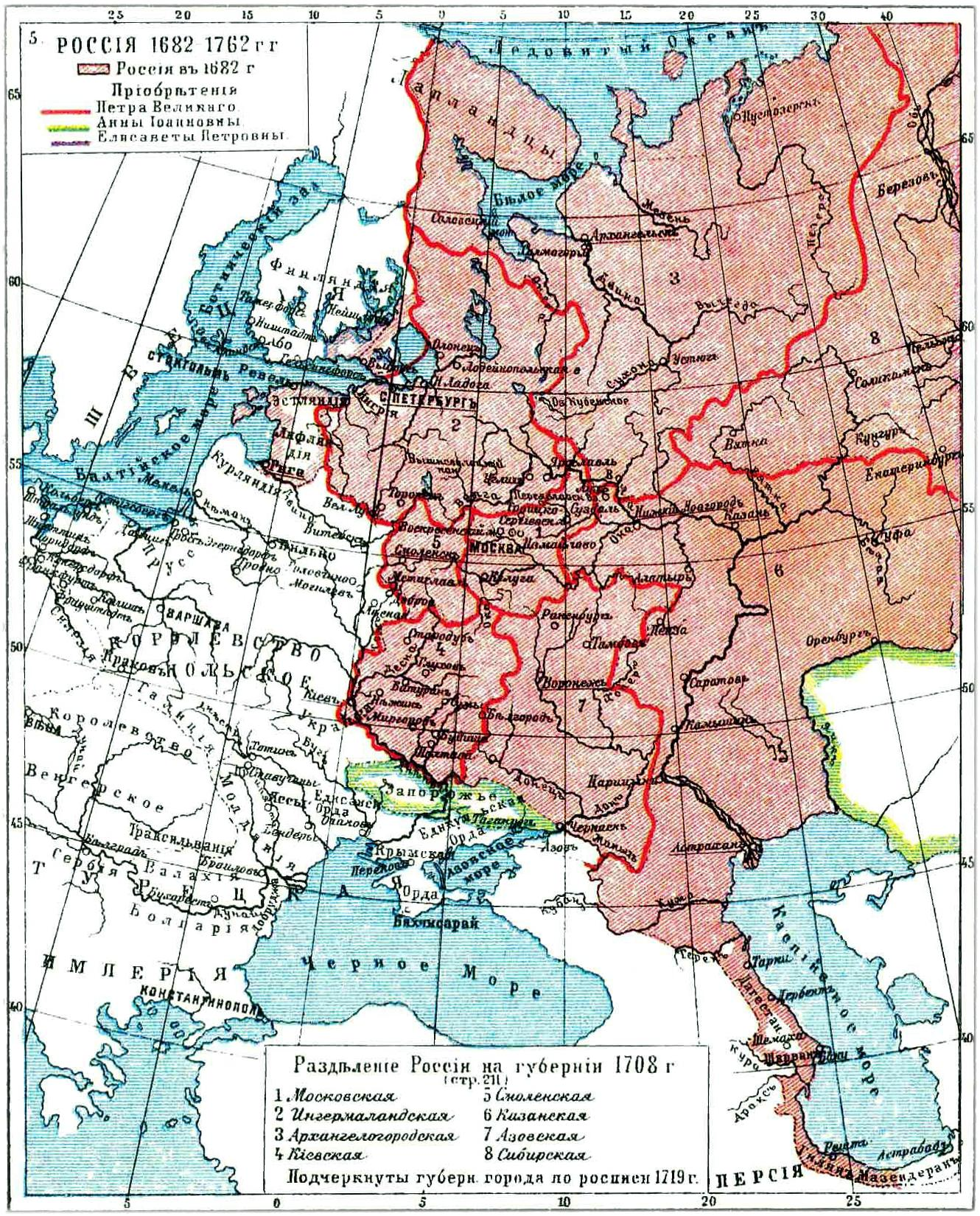
1682년부터 1762년까지의 러시아 제국의 지도 (8번이 시베리아현)

시베리아현(러시아어: Сибирская губерния)은 1708년부터 1782년까지 존재했던 러시아 제국의 현으로 현도는 토볼스크이다. 1782년 토볼스크현, 이르쿠츠크현, 콜리반현으로 분리되면서 폐지되었다.